# Rangaku

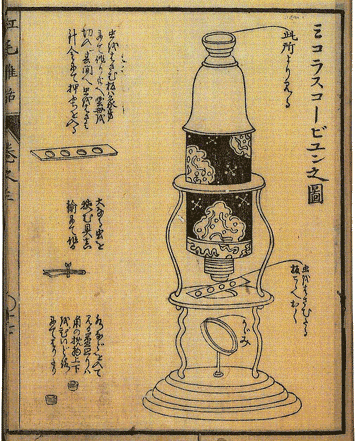
Kính hiển vi được người Nhật mô tả trong quyển sách "Những câu chuyện về người Hà Lan" (xuất bản năm 1787).

Rangaku (trong tiếng Nhật có nghĩa là Hà Lan học, hay gọi tắt là Lan học, và mở rộng ra thành Tây học) là một phong trào học thuật kéo dài trong khoảng 200 năm (1641-1853) khi chính quyền Mạc phủ thực thi chính sách bế quan tỏa cảng (sakoku) một cách nghiêm ngặt cho đến khi hạm đội hải quân của người Mỹ áp sát bờ biển Nhật Bản, gây sức ép buộc chính quyền Nhật Bản phải mở cửa tự do cho quan hệ ngoại thương (1854).
Thông qua thời kỳ Rangaku, tầng lớp trí thức Nhật Bản đã có sự nhận thức tường tận hơn hầu hết các quốc gia phương Đông khác (đặc biệt là các nước vùng Viễn Đông, bao gồm cả Trung Quốc) về không chỉ những thành tựu mang tính cách mạng của khoa học - kỹ thuật phương Tây trong hơn 2 thế kỷ nói trên, mà còn có được cái nhìn so sánh về tốc độ phát triển giữa phương Tây và phương Đông cũng như tầm bao quát về quan hệ chính trị thế giới đương thời thông qua những thông tin cập nhật do Công ty Đông Ấn Hà Lan (trong thời kỳ 1641-1799) và đại diện ủy quyền của chính phủ Hà Lan (trong thời kỳ 1800-1853) cung cấp.

## Hoàn cảnh lịch sử

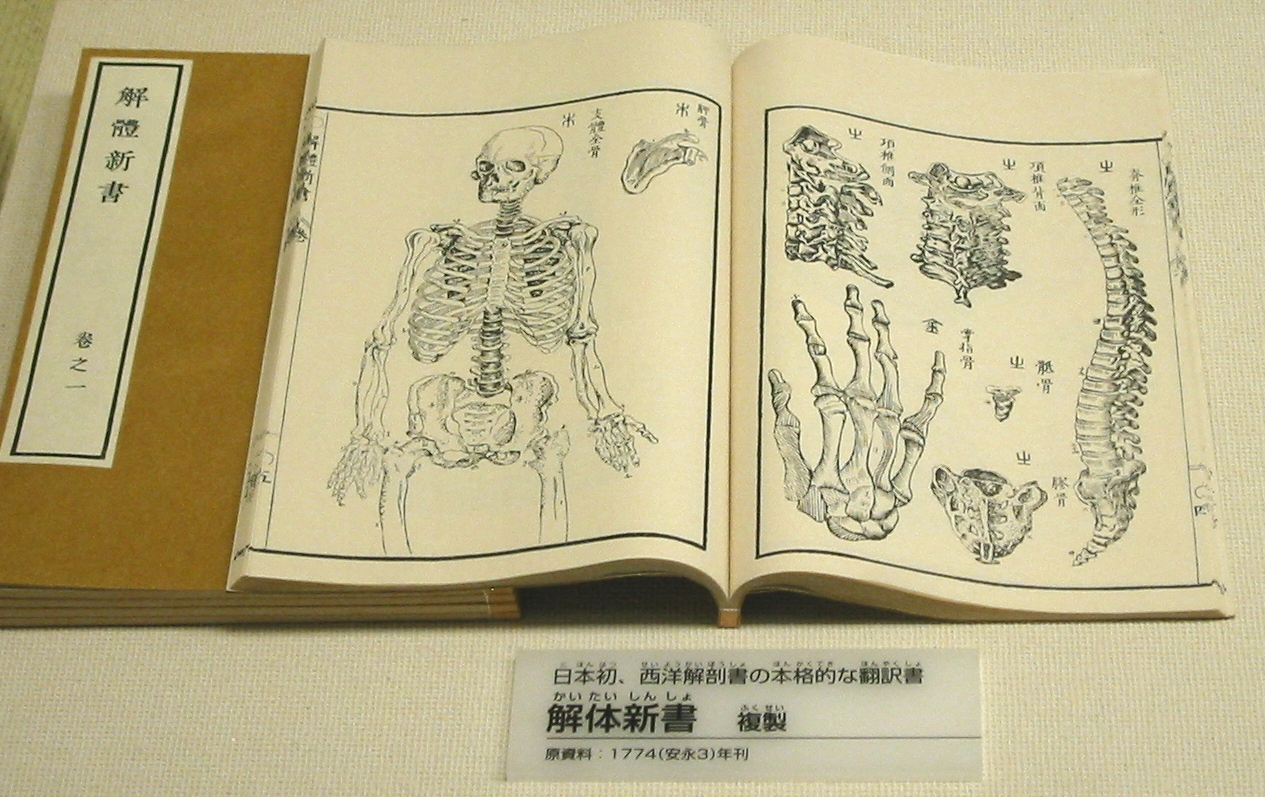
Quyến sách đầu tiên về lĩnh vực giải phẫu được dịch hoàn chỉnh bởi người Nhật (Kaitai Shinsho, xuất bản 1774).

Những người phương Tây đầu tiên tiếp cận với người Nhật Bản là những thương nhân và nhà truyền giáo người Bồ Đào Nha từ giữa thế kỷ 16. Do chính quyền Mạc phủ chủ trương cấm truyền đạo Thiên chúa một cách quyết liệt nên những giáo sĩ phương Tây không được chào đón và bị trục xuất dần khỏi đất Nhật Bản cho tới năm 1641.
Trong tình hình đó, Công ty Đông Ấn Hà Lan (được thành lập năm 1602, có trụ sở đầu não đặt tại thành phố Amsterdam thuộc Cộng hòa Hà Lan nhưng trung tâm điều hành đặt ở Batavia thuộc thành phố Jakarta, Indonesia ngày nay) bằng quan hệ ngoại giao khôn ngoan đã giành được đặc quyền của chính quyền Nhật Bản để trở thành những đại diện phương Tây duy nhất có quan hệ ngoại giao - kinh tế chính thức với nước Nhật trong hơn 200 năm (1641-1853) của thời kỳ bế quan tỏa cảng (được gọi là sakoku trong tiếng Nhật).
Phong trào Rangaku dù diễn ra một cách tương đối trầm lặng trong xã hội Nhật Bản (đặc biệt là giới hạn trong một bộ phận trí thức Nhật Bản) trong khoảng 2 thế kỷ nhưng giống như quá trình mưa dầm thấm lâu, đã có vai trò mang tính tiền đề trong công cuộc hiện đại hóa của Nhật Bản một cách chính thức bắt đầu từ nửa sau thế kỷ 19.
Mặc dù là một thời kỳ (cũng đồng thời là một phong trào học thuật) có vai trò bản lề đối với lịch sử Nhật Bản nhưng do sự đóng cửa của xã hội Nhật trong hàng thế kỷ với thế giới bên ngoài và những quan điểm nhiều thiên kiến của người phương Tây, nên thời kỳ Rangaku chỉ thực sự được nghiên cứu sâu rộng trên thế giới (chủ yếu là bởi các học giả phương Tây) và ngay tại Nhật Bản kể từ nửa sau thế kỷ 20.
Để thấy được tầm quan trọng của Rangaku đối với lịch sử Nhật Bản nói chung, chúng ta có thể so sánh với hoàn cảnh lịch sử đương thời của một số quốc gia như Trung Quốc (thời Minh-Thanh), Triều Tiên-Cao Ly (thời Joseon), Việt Nam (thời phân cách Đàng Trong-Đàng Ngoài từ đầu thế kỷ 17, thời nhà Tây Sơn, thời nhà Nguyễn cho đến giữa thế kỷ 19) và Thái Lan (thời các vương quốc Ayutthaya, Thonburi, Rattanakosin).
Trung Quốc (thời Minh-Thanh) về nhiều mặt tỏ ra cởi mở hơn Nhật Bản trong quan hệ với phương Tây, bao gồm cả việc tiếp thu nhiều thành tựu của khoa học kỹ thuật châu Âu (chủ yếu thông qua các giáo sĩ Công giáo Dòng Tên) nhưng do tâm lý bảo thủ luôn coi Trung Quốc là trung tâm văn minh hàng đầu của thế giới nên người Trung Quốc (đặc biệt là giới học giả) không nhận thấy sự phát triển nhanh chóng về nhiều mặt của phương Tây so với phương Đông chỉ trong khoảng vài ba thế kỷ.
Bán đảo Triều Tiên dưới thời cai trị của nhà Joseon kể từ cuối thế kỷ 16 cho đến cuối thế kỷ 19 (giai đoạn này bán đảo Triều Tiên được phương Tây biết đến chủ yếu với biệt danh: Vương quốc ẩn dật), đã thực thi chính sách bế quan tỏa cảng một cách gần như tuyệt đối nên gần như không có sự nhận thức đáng kể nào về phương Tây.

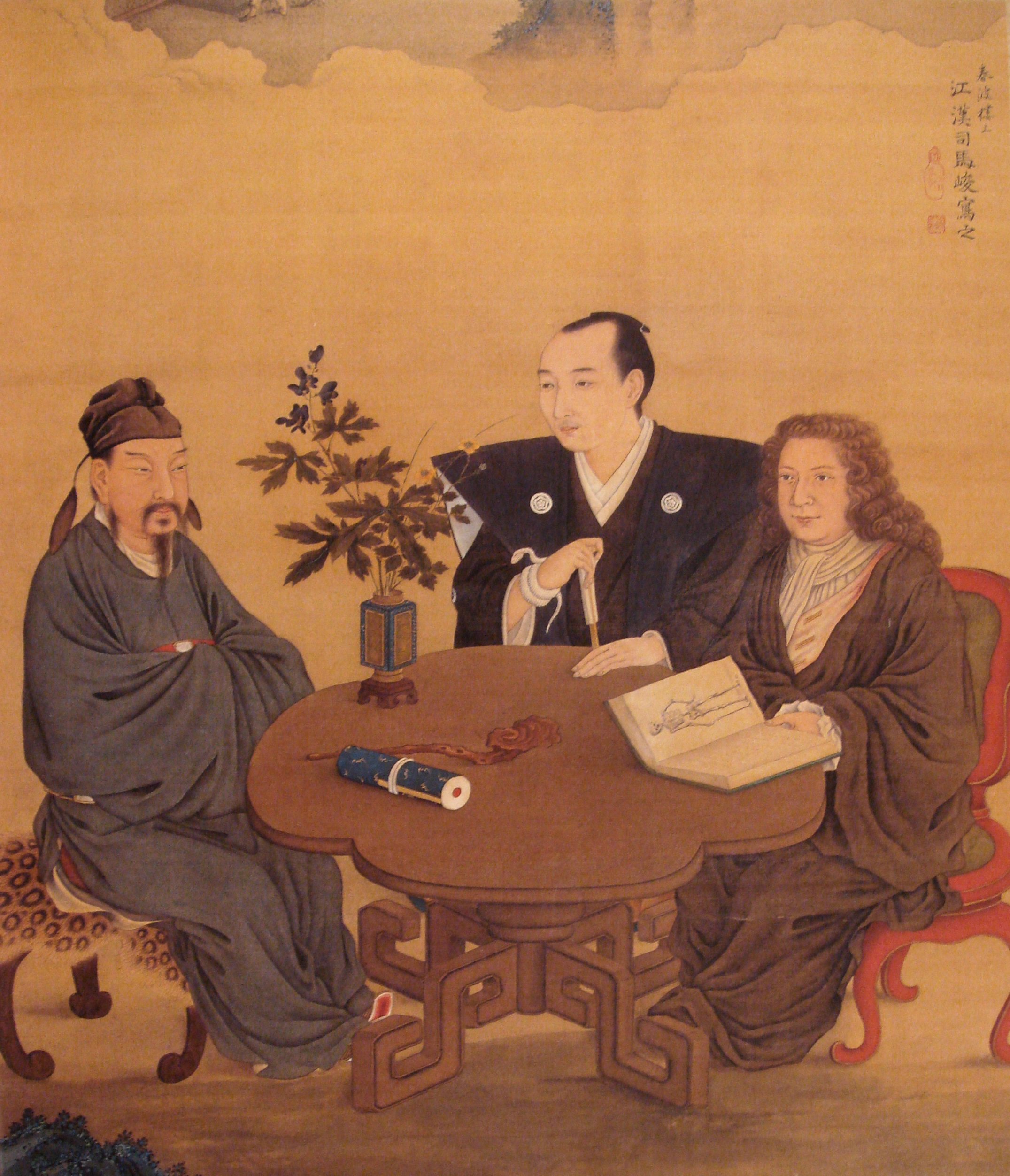
Cuộc đàm đạo giữa Nhật Bản, Trung Quốc và phương Tây, Shiba Kōkan, cuối thế kỷ 18.

Khác với Nhật Bản và Triều Tiên, xã hội Việt Nam kể từ thời phân cách Đàng Trong-Đàng Ngoài đầu thế kỷ 17, qua thời nhà Tây Sơn, rồi thời nhà Nguyễn cho đến giữa thế kỷ 19, đã có những tiếp xúc tương đối cởi mở với người phương Tây về nhiều mặt (kể cả với người Hà Lan), nhưng chưa từng có một phong trào nào giống Rangaku của Nhật Bản. Một nguyên do quan trọng giải thích cho điều này là giới trí thức nho sĩ Việt Nam (cho tới khi bị Pháp đô hộ) đã tự giam mình dưới cái bóng chính trị, văn hóa khổng lồ cùng thế giới quan bảo thủ của Trung Quốc trong cả nghìn năm, nên về nhiều mặt còn tỏ ra bảo thủ hơn cả trí thức nho sĩ Trung Quốc. Hầu hết kiến thức về phương Tây (như những kiến thức về triết học, tư tưởng, khoa học tự nhiên và kỹ thuật thường được gọi chung là "Tân thư" hay "Tân học") mà một bộ phận nhỏ nho sĩ Đại Việt tiếp thu (dù chỉ ở mức độ rất giới hạn so với nho sĩ Trung Quốc) trước khi bị người Pháp xâm lược là thông qua các tài liệu chữ Hán đã được dịch ra từ sách vở phương Tây (và cũng có thể bao gồm thư tịch chữ Hán dịch từ tài liệu tiếng Nhật thời thế kỷ 19) chủ yếu bởi giới truyền đạo Công giáo dòng Tên đến từ châu Âu hợp tác với một bộ phận nhỏ nho sĩ Trung Quốc đương thời (điển hình như trường hợp Matteo Ricci, Sabatino de Ursis, Ferdinand Verbiest và Từ Quang Khải) bắt đầu từ thế kỷ 16 trở đi. Và những kiến thức này cũng chỉ phổ biến ở một bộ phận rất nhỏ nho sĩ Việt Nam, đặc biệt là những người có điều kiện được đi sứ Trung Quốc thường xuyên như Lê Quý Đôn. Cũng như hầu hết những nhà cai trị phong kiến của Việt Nam (ngay cả với những người có không ít hiểu biết về sức mạnh thực sự của phương Tây như Gia Long, Minh Mạng) trước khi họa xâm lăng từ phương Tây cận kề thì đều không có thái độ thực sự cầu thị trong việc tiếp thu những giá trị văn hóa bên ngoài phi Trung Hoa (cũng có thể gọi là phi Hán), tức là những giá trị văn hóa đến từ bên ngoài thế giới Hán hóa nhưng khó hoặc không được người Hán chấp nhận, ngay cả ở mức độ tiếp thu có chọn lọc như người Nhật. Một ví dụ điển hình là chữ Quốc ngữ đang được dùng phổ biến tại Việt Nam ngày nay đã được hình thành và hoàn thiện dần bởi những giáo sĩ Công giáo (có sự hợp tác với một bộ phận nhỏ người Việt) đến từ châu Âu trong vài thế kỷ (chủ yếu bắt đầu từ thế kỷ 17) nhưng chỉ dưới sức ép của chế độ cai trị thực dân Pháp thì nó mới dần trở thành thứ chữ viết được giới học thức Việt Nam sử dụng rộng rãi. Rõ ràng sự tiếp nhận kiến thức phương Tây ở Việt Nam bởi giới học thức nho sĩ mang nặng tính thụ động do sức ép nhiều mặt từ thế lực bên ngoài lãnh thổ, trái ngược với sự tiếp nhận mang tính chủ động cao, có ý thức, có chọn lọc của người Nhật Bản.
Khác với các quốc gia kể trên (bao gồm cả Nhật Bản), Thái Lan kể từ thời Vương quốc Ayutthaya, tới Vương quốc Thonburi, rồi đến Vương quốc Rattanakosin đã có một chính sách ngoại giao linh động và khôn ngoan, được duy trì một cách liên tục đối với phương Tây. Nhờ vậy, Thái Lan cùng với Nhật Bản là hai trường hợp hiếm hoi ở phương Đông không bị rơi vào ách đô hộ của chủ nghĩa thực dân rồi chủ nghĩa đế quốc phương Tây. Nhưng trong khi Nhật Bản hiện đại hóa nhanh chóng để rồi trở thành một nước Đế Quốc quân phiệt theo mô hình phương Tây, thì Thái Lan cũng hiện đại theo mô hình phương Tây nhưng chưa từng vươn tới vị thế và ảnh hưởng mà Nhật Bản đã đạt được. Một nguyên do quan trọng giải thích điều này là ở Thái Lan chưa từng có một thời kỳ hay phong trào học thuật nào mang tính khai sáng tương tự như Rangaku của Nhật Bản. Do đó dù Thái Lan có nhiều nhà cai trị sáng suốt trong ngoại giao và khát vọng canh tân đất nước theo hình mẫu phương Tây (điển hình là triều Prasat Thong với Narai, triều Thonburi với Taksin, triều Chakri với Rama I, Rama III, Rama IV và Rama V), nhưng họ không thể làm thức tỉnh cả một dân tộc, đặc biệt là tạo ra một đội ngũ trí thức tiên phong như Nhật Bản đã có với phong trào Rangaku.

## Ảnh hưởng của Hà Lan
Cộng hòa Hà Lan từ thập niên cuối của thế kỷ 16 cho tới hết thập niên đầu của thế kỷ 18 (thường được gọi là Thời kỳ hoàng kim Hà Lan) đã là quốc gia phát triển dẫn đầu thế giới, đi tiên phong trên nhiều lĩnh vực như chính trị, xã hội, văn hóa, nghệ thuật, giáo dục, khoa học, triết học - tư tưởng, tôn giáo, kỹ thuật, công nghệ, kinh tế, tài chính, quân sự, thám hiểm, hàng hải...
Hà Lan đóng một vai trò then chốt hàng đầu trên vũ đài chính trị của châu Âu và thế giới trong thế kỷ 17. Nhiều vùng đô thị năng động về kinh tế, cởi mở về tôn giáo, đa dạng về sắc tộc trên thế giới trong thế kỷ 17 đã được sáng lập bởi người Hà Lan như Jakarta (thuộc Indonesia ngày nay), New York (thuộc Hoa Kỳ ngày nay), Recife (thuộc Brasil ngày nay), Cape Town (thuộc Nam Phi ngày nay) và Đài Nam (thuộc Đài Loan ngày nay). Giống như một số thành phố thương mại nằm bên bờ biển Baltic (trong đó có Gothenburg và Riga), Gdańsk (tên gọi trong tiếng Đức: Danzig) là thành phố cảng thuộc Ba Lan ngày nay vẫn giữ được nhiều ảnh hưởng của Hà Lan về kiến trúc và quy hoạch đô thị trong nhiều thế kỷ.

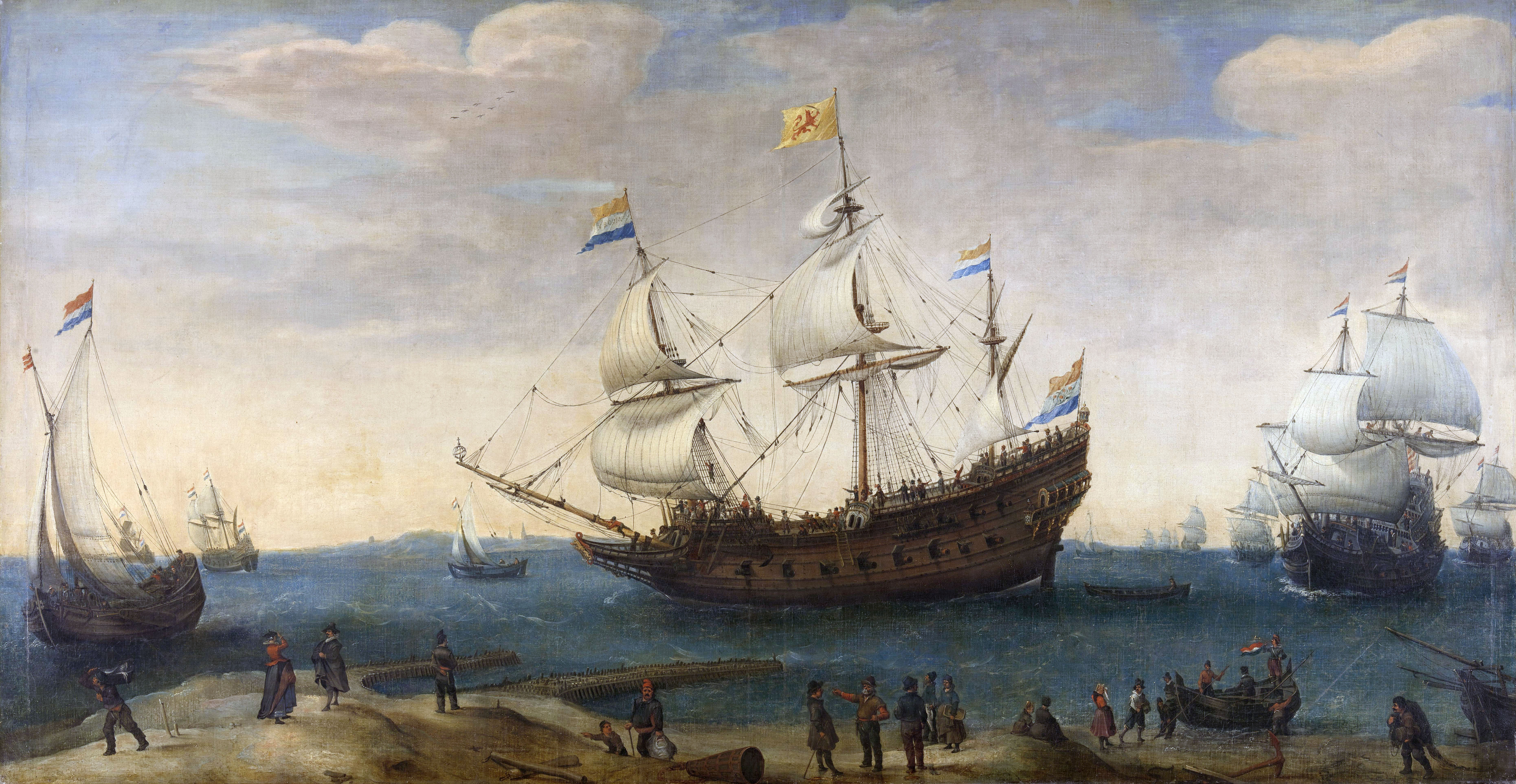
Người Hà Lan có tàu buôn lớn nhất trong thế kỷ 17

Cộng hòa Hà Lan được nhiều nhà nghiên cứu kinh tế xem là quốc gia có thu nhập bình quân đầu người cao nhất thế giới trong thời kỳ này (đặc biệt trong suốt thế kỷ 17), đồng thời là quốc gia có nền kinh tế - tài chính hiện đại và cao cấp (tinh vi) hơn hẳn phần còn lại của thế giới. Các dự án đầu tư (gần giống hình thức đầu tư trực tiếp nước ngoài ngày nay) của người Hà Lan thời kỳ này trải rộng hầu khắp các lục địa có người định cư, từ Bắc Mỹ xuống Nam Mỹ, từ Bắc Âu (Scandinavia) xuống Nam Phi (ngày nay), từ Tây Âu tới Viễn Đông (bao gồm cả Việt Nam thời Trịnh-Nguyễn phân tranh trong gần hết thế kỷ 17).
Bởi Hà Lan có một ngành công nghiệp đóng tàu tân tiến và hùng mạnh nhất thế giới thời này nên đội tầu thương mại của Hà Lan vượt trội bất cứ quốc gia nào khác cả về số lượng và chất lượng. Bên cạnh đó Hà Lan cũng có một lực lượng hải quân tinh nhuệ và hùng mạnh hàng đầu thế giới. Trong nhiều trận hải chiến với người Scandinavia, người Iberia (người Tây Ban Nha và người Bồ Đào Nha), người Liên hiệp Vương quốc Anh, hải quân Cộng hòa Hà Lan đã giành chiến thắng ngay trong vùng hải phận, giáp bờ biển đối phương.
Cộng hòa Hà Lan trong thời hoàng kim của mình cũng là quốc gia cấp tiến đáng kể so với phần còn lại của thế giới xét về nhiều mặt như tổ chức chính trị (hệ thống cộng hòa, liên bang), xã hội (bình quyền, tôn trọng sở hữu tư nhân, tự do cá nhân, đề cao vai trò của giới tư sản công thương, chế đội phúc lợi - từ thiện tư nhân dành cho người nghèo), tôn giáo (tính khoan dung cao hơn hẳn phần còn lại của châu Âu) và giáo dục (tỉ lệ người biết đọc và viết cao nhất châu Âu thời kỳ này).
Người Hà Lan đóng một vai trò chủ chốt trong sự kiện quan trọng mang tính bước ngoặt đối với lịch sử Liên hiệp Vương quốc Anh và Ailen là Cách mạng Vinh quang (tên trong tiếng Anh: Glorious Revolution) vào năm 1688, với việc Thống chế các tỉnh thống nhất thuộc Cộng hòa Hà Lan (Stadtholder) là William III của nhà Orange-Nassau cũng đồng thời trở thành Vua của Liên hiệp các vương quốc Anh, Scotland và Ireland. Sự kiện lịch sử này được nhiều nhà sử học xem là một đỉnh cao của ảnh hưởng chính trị Hà Lan đối với châu Âu trong thế kỷ 17, khi mà những phát minh sáng kiến mang tính đột phá của người Hà Lan trong nhiều lĩnh vực đã được các quốc gia châu Âu khác tiếp thu và cải tiến, trong đó có cả quần đảo Anh.
Nhiều nhà quân chủ giàu tham vọng và quyền lực của châu Âu thời cận đại (đặc biệt trong các thế kỷ 17 và thế kỷ 18) có cảm tình mạnh với người Hà Lan, đặc biệt về văn hóa thương mại, phát triển kinh tế - tài chính và khả năng trị thủy của họ. Nổi bật trong số này có Vua Christian IV của Đan Mạch, Vua Gustavus Adolphus của Thụy Điển, Tsar Pyotr I của Nga, Vua Friedrich Wilhelm I của Phổ. Ở châu Á, Vua Narai của nhà Prasat Thong thời kỳ Vương quốc Ayutthaya (Thái Lan) cũng là nhà cai trị có nhiều thiện chí trong quan hệ về nhiều mặt với người Hà Lan (thông qua đại diện trung gian là Công ty Đông Ấn Hà Lan).
Sa hoàng (Tsar) Pyotr Đại đế được nhiều nhà sử học coi là người khởi đầu cho công cuộc hiện đại hóa của nước Nga dưới thời phong kiến, với những cải cách về nhiều mặt chịu ảnh hưởng mạnh từ các quốc gia Tây Âu, đặc biệt là Cộng hòa Hà Lan. Xét về tầm quan trọng đối với lịch sử Nga, vai trò của thời kỳ do Tsar Pyotr Đại đế (Pyotr I của Nga) cai trị cũng tương đương với tầm quan trọng của thời kỳ Minh Trị Thiên Hoàng cai trị Nhật Bản. Khác biệt đáng kể của hai thời kỳ ở chỗ, thời kỳ Âu hóa hoặc Tây hóa ở Nga (dưới thời Pyotr Đại đế) diễn ra sớm hơn Nhật Bản (dưới thời Minh Trị) chừng hơn 150 năm. Nước Nga đầu thế kỷ 18 cũng chưa phải đứng trước sức ép ngoại xâm như Nhật Bản phải đối mặt ở nửa sau thế kỷ 19. Điểm liên kết giữa hai thời kỳ khác nhau này chính là quan hệ của hai quốc gia với người Hà Lan và Cộng hòa Hà Lan. Trong khi Nhật Bản giữ một quan hệ ngoại giao giới hạn với Cộng hòa Hà Lan (quốc gia phương Tây duy nhất còn giữ quan hệ ngoại giao với Nhật Bản sau khi chính quyền Mạc phủ thực hiện triệt để chính sách đóng cửa đất nước trong hơn 200 năm kể từ năm 1641) thông qua Công ty Đông Ấn Hà Lan (VOC), thì nước Nga Sa hoàng (Đế chế Nga) dưới thời Pyotr Đại đế duy trì một quan hệ đặc biệt với Hà Lan.
Ngoài nước Nga, người Hà Lan cũng đóng một vai trò quan trọng trong quá trình hiện đại hóa của Đế quốc Thụy Điển ở thế kỷ 17 và đầu thế kỷ 18. Giống như Pyotr I của Nga, vua Gustavus Adolphus (Gustav II Adolf) của Thụy Điển cũng có một cảm tình đặc biệt với người Hà Lan (trong đó có Hugo Grotius) cũng như văn hóa Hà Lan trong thời kỳ hoàng kim. Điều này giải thích tại sao ông dành sự ưu đãi đặc biệt cho những thương nhân, nhà đầu tư, chuyên gia kênh đào và trị thủy đến từ Cộng hòa Hà Lan trong quá trình xây dựng và phát triển thành phố mới mang tên Gothenburg (Göteborg) theo khuôn mẫu đô thị thương mại kiểu Hà Lan. Nhà đầu tư và thương gia người Hà Lan gốc Bỉ Louis De Geer (1587-1652) thường được coi như người cha đỡ đầu trong lịch sử nền công nghiệp Thụy Điển.
Trên lãnh thổ nước Đức ngày nay cũng như nhiều vùng đất một thời thuộc Đức vẫn còn một số địa phương lưu giữ được những dấu tích về ảnh hưởng của người Hà Lan trong vài thế kỷ trước. Vùng đô thị Friedrichstadt thuộc bang Schleswig-Holstein ngày nay do những người tị nạn tôn giáo (nhiều người trong số đó là thương nhân) sáng lập năm 1621 dưới sự bảo trợ của Công tước Friedrich III của nhà Holstein-Gottorf. Tại thành phố một thời định cư của hoàng gia Phổ là Potsdam vẫn còn khu định cư của người Hà Lan (tên trong tiếng Đức: Holländisches Viertel, tên trong tiếng Anh: Dutch Quarter) gợi nhắc về dấu tích của những di dân do chính vua nước Phổ Friedrich Wilhelm I mời tới từ Cộng hòa Hà Lan để phát triển kinh tế của Vương quốc Phổ những thập niên đầu thế kỷ 18.